# Amsterdamsche Football Club Ajax 1969-1970
Questa voce raccoglie le informazioni riguardanti l'Amsterdamsche Football Club Ajax nelle competizioni ufficiali della stagione 1969-1970.

## Stagione
In questa stagione arrivano tra gli altri Dick van Dijk dal Twente, uno dei due capocannonieri nella scorsa stagione, e Nico Rijnders. La squadra è vicecampione continentale ma partecipa alla Coppa delle Fiere: qui elimina anche il Napoli ai tempi supplementari negli ottavi e arriva fino alla semifinale, dove viene eliminato dall'Arsenal poi campione. La stagione si chiude però con un nuovo double: vittoria del quattordicesimo titolo con cinque punti di vantaggio sui rivali del Feyenoord e conquista della quinta KNVB beker dopo aver battuto in finale il PSV.

## Organigramma societario
Area direttiva
- Presidente:  Jaap van Praag

Area tecnica
- Allenatore:  Rinus Michels

## Rosa
Fonte
| N. |                        | Ruolo | Calciatore      |
| -- | ---------------------- | ----- | --------------- |
|    | Paesi Bassi (bandiera) | P     | Gert Bals       |
|    | Paesi Bassi (bandiera) | P     | Bob Hoogenboom  |
|    | Paesi Bassi (bandiera) | P     | Heinz Stuy      |
|    | Paesi Bassi (bandiera) | D     | Barry Hulshoff  |
|    | Paesi Bassi (bandiera) | D     | Ruud Krol       |
|    | Paesi Bassi (bandiera) | D     | Ton Pronk       |
|    | Paesi Bassi (bandiera) | D     | Wim Suurbier    |
|    | Jugoslavia (bandiera)  | D     | Velibor Vasović |
|    | Paesi Bassi (bandiera) | C     | Johan Cruijff   |
|    | Paesi Bassi (bandiera) | C     | Arie Haan       |
|    | Paesi Bassi (bandiera) | C     | Gerrie Mühren   |

| N. |                        | Ruolo | Calciatore        |
| -- | ---------------------- | ----- | ----------------- |
|    | Paesi Bassi (bandiera) | C     | Bennie Muller     |
|    | Paesi Bassi (bandiera) | C     | Ruud Suurendonk   |
|    | Paesi Bassi (bandiera) | C     | Nico Rijnders     |
|    | Paesi Bassi (bandiera) | C     | Sjaak Swart       |
|    | Paesi Bassi (bandiera) | C     | George van Bockel |
|    | Paesi Bassi (bandiera) | A     | Henk Groot        |
|    | Paesi Bassi (bandiera) | A     | Piet Keizer       |
|    | Danimarca (bandiera)   | A     | Tom Søndergaard   |
|    | Paesi Bassi (bandiera) | A     | Dick van Dijk     |

## Statistiche

### Statistiche di squadra
| Competizione      | Punti | Totale | Totale | Totale | Totale | Totale | Totale |
| Competizione      | Punti | G      | V      | N      | P      | Gf     | Gs     |
| ----------------- | ----- | ------ | ------ | ------ | ------ | ------ | ------ |
| Eredivisie        | 60    | 34     | 27     | 6      | 1      | 100    | 23     |
| KNVB beker        | -     | 6      | 5      | 0      | 1      | 16     | 4      |
| Coppa delle Fiere | -     | 10     | 6      | 0      | 4      | 24     | 11     |
| Totale            |       | 50     | 38     | 6      | 6      | 140    | 38     |